# Escocesa
A escocesa ou ecossaise é uma variedade da contradança com um estilo escocês, especialmente popular na França e na Inglaterra no final do século XVIII e início do XIX. A escocesa é usualmente dançada em um compasso de 2/4.
A forma musical também foi usada por alguns compositores. Franz Schubert, Ludwig van Beethoven e Frédéric Chopin escreveram várias escocesas para piano, todas reconhecidas por sua vivacidade. A ecossaise possui um ritmo bastante suntuoso.

## Mídia
- Problemas na execução dos arquivos? Veja Introdução à mídia.